# Draba grandiflora
Draba grandiflora là một loài thực vật có hoa trong họ Cải. Loài này được Hook. & Arn. ex Hook.f. mô tả khoa học đầu tiên năm 1845.